# NGC 3435
NGC 3435 este o galaxie spirală situată în constelația Ursa Mare. A fost descoperită în 9 aprilie 1793 de către William Herschel. Se află la o distanță de 97,27 de megaparseci de Pământ.